# Pekla
Pekla je vesnice, část obce Cerekvice nad Loučnou v okrese Svitavy. Nachází se 1,5 km na sever od Cerekvice nad Loučnou. V roce 2009 zde bylo evidováno 54 adres. V roce 2001 zde trvale žilo 90 obyvatel.
Pekla je také název katastrálního území o rozloze 2,96 km2.

## Další fotografie

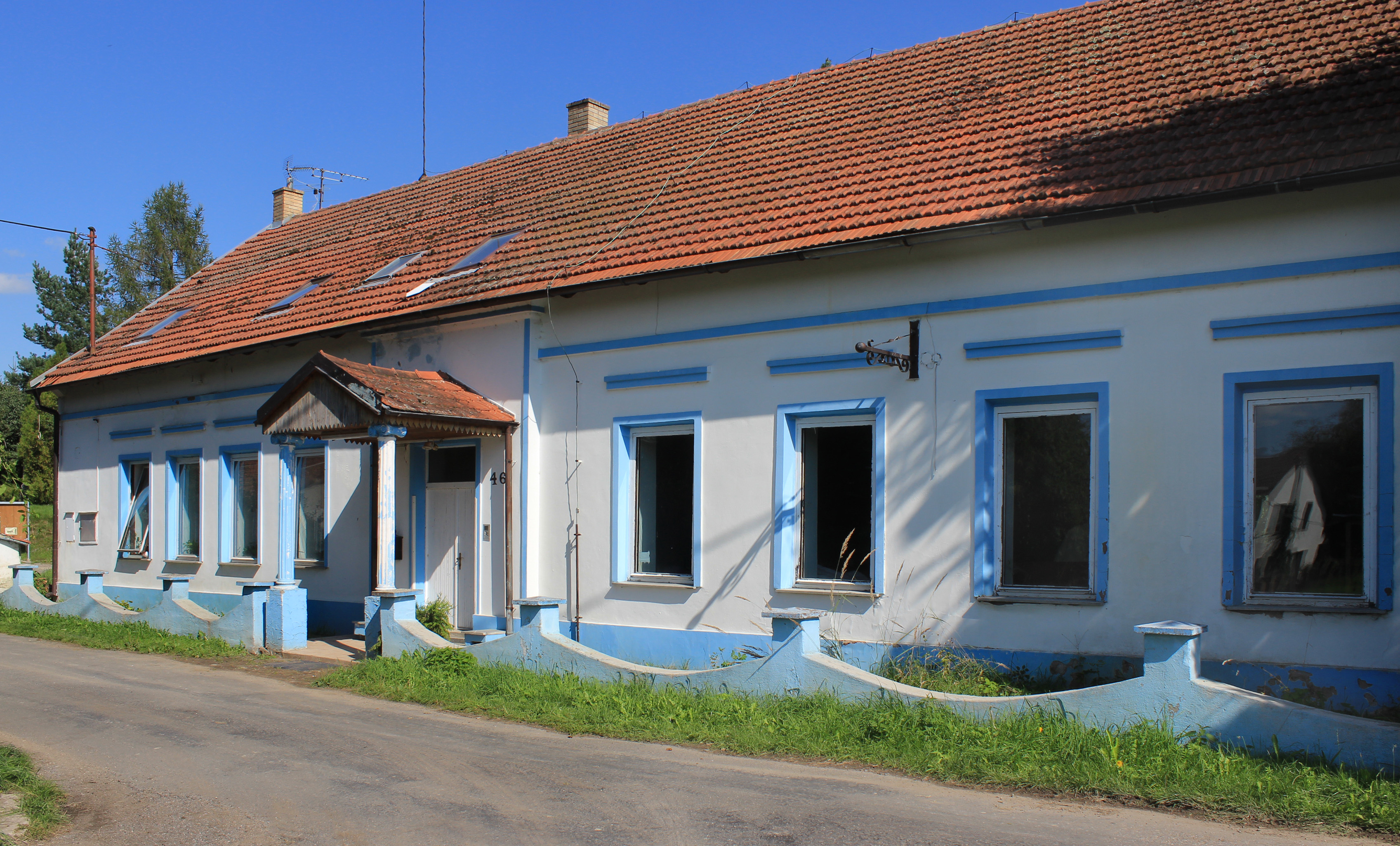
Bývalý penzion
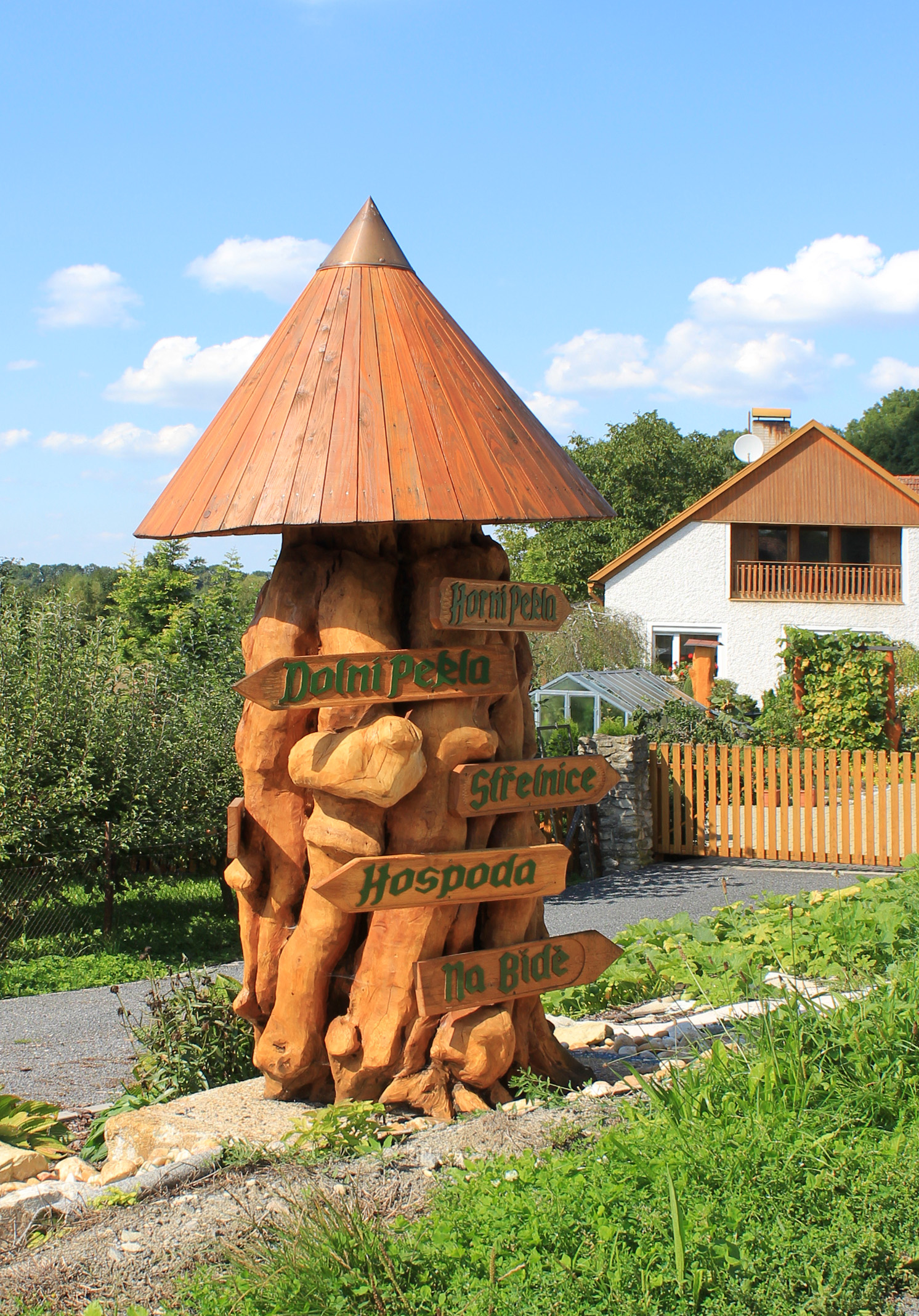
Rozcestník
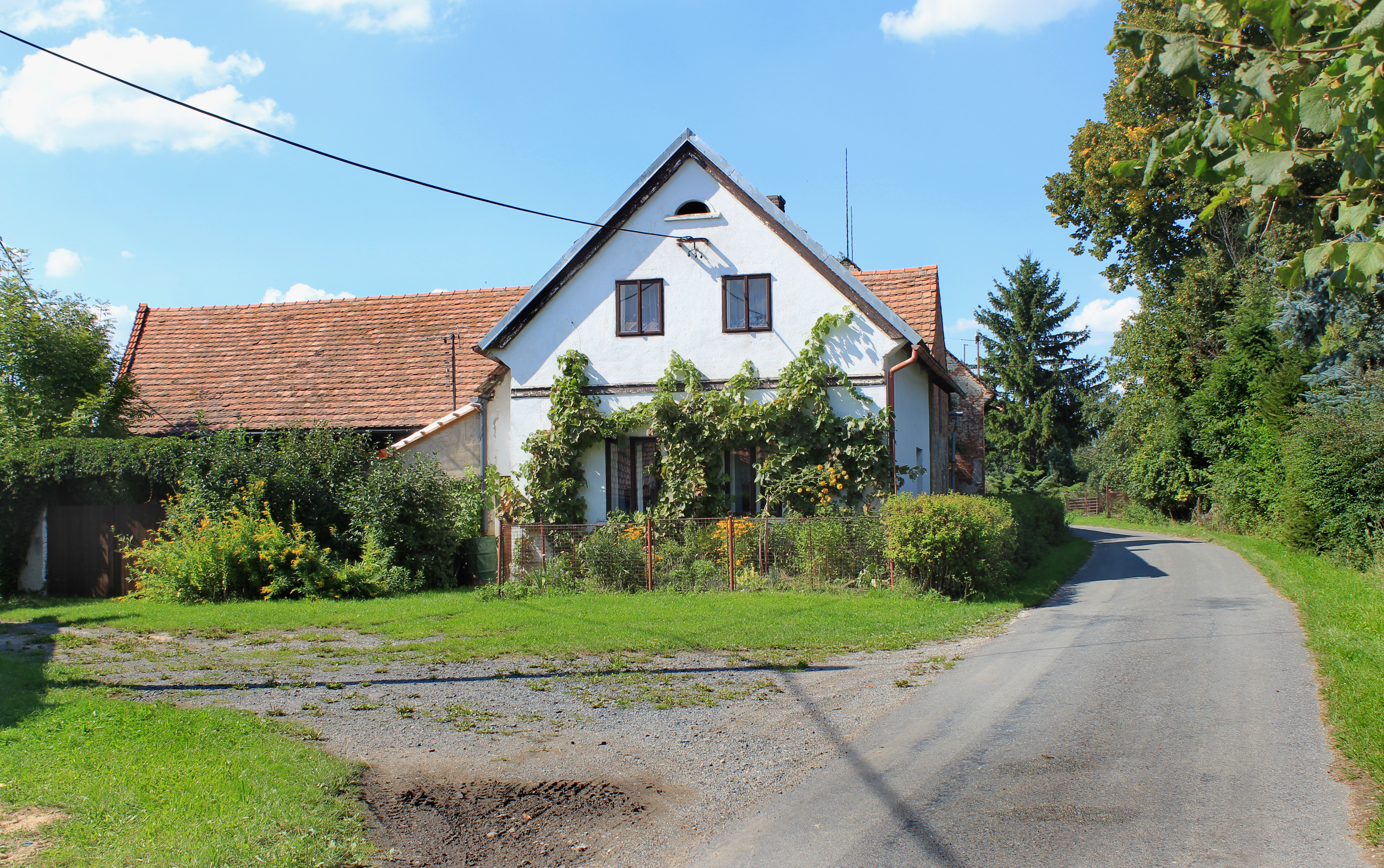
Severní část vesnice